# Клюшниково (Владимирская область)
Клюшниково — деревня в Ковровском районе Владимирской области России, входит в состав Новосельского сельского поселения.

## География
Деревня расположена в 23 км на юго-запад от центра поселения посёлка Новый, в 26 км на юго-запад от райцентра города Ковров и в 4 км от федеральной автодороги М7 «Волга».

## История
В 3 км на юг от деревни расположен погост Медуши. Первое упоминание о церкви Рождества Пречистой Богородицы на погосте имеется в окладных книгах патриаршего казённого приказа 1628 года. В 1854 году вместо деревянной церкви на средства помещиков Николая и Александра Ефимовых Андреевых была построена каменная церковь с колокольней. Престолов в церкви было три: в холодной — в честь Рождества Пресвятой Богородицы и в тёплых приделах: во имя мучеников Карпа и Папилы и во имя святого пророка Божия Илии. Приход состоял из погоста Медуши и деревень: Клюшниково, Чурилово, Патрикеево, Никитинское, Дроздовка, Сергиевка, Юшково, Слободка. С 1894 года в деревне Клюшникове существовала земская народная школа.
В конце XIX — начале XX века Клюшниково являлось крупной деревней, центром Клюшниковской волости Ковровского уезда.
С 1929 года центр Клюшниковского сельсовета в составе Ковровского района, позднее вплоть до 2005 года деревня входила в состав Крутовского сельсовета (с 1998 года — сельского округа).

## Население
| 1859 | 1897 | 1905 | 1926 | 2002 | 2010 | 2021 |
| ---- | ---- | ---- | ---- | ---- | ---- | ---- |
| 728  | →728 | ↗798 | ↘763 | ↘52  | ↘18  | ↗54  |

## Достопримечательности
В 3 км от деревни на погосте Медуши находится Церковь Рождества Пресвятой Богородицы, являющаяся скит-подворьем Мстёрского Богоявленского мужского монастыря

## Известные люди
В Клюшниково родился Георгий Семёнович Шпагин — создатель легендарного оружия Победы ППШ.